# اندی بورگین
اندی بورگین (انگلیسی: Andy Burgin؛ زادهٔ ۶ مارس ۱۹۴۷) بازیکن فوتبال اهل بریتانیا است.
از باشگاه‌هایی که در آن بازی کرده‌است می‌توان به باشگاه فوتبال شفیلد ونزدی، باشگاه فوتبال بلکبرن روورز، و باشگاه فوتبال روترهام یونایتد اشاره کرد.